# 北島武雄
北島 武雄（きたじま たけお、1910年3月3日 - 1974年7月27日）は、日本の官僚。国税庁長官、日本専売公社総裁を務めた。

## 経歴
東京都出身。1933年に東京帝国大学法科を卒業し、同年に大蔵省に入省。大臣官房経理課長、主計局総務課長、管財局長、国税庁長官などを歴任し、1960年5月を以って、退官。農林漁業金融公庫副総裁、北海道東北開発公庫総裁を経て、1965年9月から1967年7月までに公正取引委員会委員長を務め、1969年10月には日本専売公社総裁に就任。
1974年7月27日、胃癌のために死去。64歳没。